# Massimo Scolari
Massimo Scolari (* 31. März 1943 in Novi Ligure) ist ein italienischer Architekt, Maler und Designer.
Massimo Scolari promovierte 1969 als Architekt in Mailand. 1973 war er Professor für Architekturgeschichte in Palermo und lehrte Design am Istituto Universitario di Architettura di Venezia (IUAV). Im Jahr 1983 gewann er den Wettbewerb als außerordentlicher Professor und 1986 als ordentlicher Professor. Zwischen 1975 und 1993 war er Gastprofessor an verschiedenen Universitäten, unter anderem an der Cornell University, der Cooper Union, dem Institute for Architecture and Urban Studies N.Y., der Technischen Universität Wien, Harvard University, Cambridge. Seit 2006 ist er Davenport Gastprofessor an der Yale School of Architecture. Er ist Redakteur bei „Controspazio“, „Casabella“, „Lotus International“, Direktor von „Eidos“ (1989–1995) und der Sammlung für Architektur Franco Angeli (1973–1988).
Seit 1989 entwirft er Möbel für Giorgetti, wo er auch bis 2001 künstlerischer Direktor war, und Produkte für Alessi. Seine Werke wurden in Europa, Japan, Russland und in den Vereinigten Staaten ausgestellt und gehören im MoMA (New York), dem Teheran Museum of Contemporary Art, dem Deutschen Architekturmuseum (Frankfurt) und dem Centre Pompidou (Paris) zu den Dauerausstellungen. Auf der Biennale von Venedig hat er in den Jahren 1980, 1984, 1991, 1996 und 2004 und auf der Triennale von Mailand 1973 und 1986 Installationen gestaltet. 2001 hat er die Universität verlassen. Seine Darstellungsstudien sind vom Marsilio-Verlag in "Il disegno obliquo" (2005) veröffentlicht worden. Im Jahr 2007 hat der Skira-Verlag eine Monografie anlässlich seiner Ausstellung im Museo Civico von Riva del Garda veröffentlicht. Im Jahr 2014 ist er der Empfänger des Arnold W. Brunner Memorial Prize in Architecture, von der American Academy of Arts and Letters in New York ausgezeichnet.
Massimo Scolari lebt in Venedig.